# Iztok
Iztok je moško osebno ime.

## Izvor imena
Ime Iztok se povezuje s starocerkveno slovansko besedo iztok »vzhod«, rusko vostok, hrvaško istok, srbsko istok. Besedo vostok etimologi razlagajo kot dobesedno prevedenko iz grške besede anatolé »vzhod« (iz tega tudi ime Anatolij, skrajšano Tolja, ter Anatolija »vzhodna dežela«), ali pa kot dobeseden prevod iz latinske besede oriens, v rodilniku orientis (iz tega pa imena Orientius, Oriencij)

## Pogostost imena
Po podatkih Statističnega urada Republike Slovenije je bilo na dan 31. decembra 2007 v Sloveniji 3.152 oseb z imenom Iztok. Ime Iztok med vsemi slovenskimi imeni po pogostosti uporabe zavzema 79. mesto.

## Osebni praznik
Ime Iztok je v koledarju skupaj z Oriencijem, god praznuje 11. maja.

## Znane osebe
- Iztok Čop, veslač,
- Iztok Geister, pesnik in pisatelj,
- Iztok Mlakar, igralec in kantavtor,
- Iztok Podbregar, general in vojaški pilot
- Iztok Puc, rokometaš
- Iztok Konc, aktivist in radijski novinar
- Iztok Gartner, novinar

## Zanimivost
V slovenski prostor je ime Iztok prišlo v romanu Frana Saleškega Finžgarja Pod svobodnim soncem, kjer je Iztok glavni junak.